# Franz Xaver Neruda
Franz Xaver Neruda, cz. František Xaver Viktor Neruda (ur. 3 grudnia 1843 w Brnie, zm. 20 marca 1915 w Kopenhadze) – wiolonczelista i kompozytor pochodzenia morawskiego.

## Życiorys
Początkowo uczył się gry na skrzypcach u swojego ojca, później zdecydował się jednak poświęcić grze na wiolonczeli. Pobierał lekcje u Březiny w Brnie oraz u Adriena-François Servaisa w Warszawie. W 1861 roku wraz z siostrami Wilmą i Marią wyjechał w uwieńczoną sukcesem podróż koncertową po Skandynawii i zdecydował się na osiedlenie w Kopenhadze, gdzie w latach 1864–1876 był członkiem królewskiej orkiestry dworskiej. W 1868 roku założył własny kwartet smyczkowy oraz towarzystwo muzyki kameralnej (Kammermusikforeningen). Od 1876 do 1879 roku przebywał z koncertami w Wielkiej Brytanii. Po powrocie do Kopenhagi prowadził w latach 1879–1889 własny kwartet smyczkowy, następnie od 1889 do 1891 przebywał w Petersburgu, gdzie uczył gry na wiolonczeli w tamtejszym konserwatorium. Od 1891 do 1915 roku pełnił funkcję dyrektora Musikforeningen w Kopenhadze.
Skomponował 5 koncertów wiolonczelowych, oraz szereg utworów kameralnych (w tym 2 sekstety, kwintet i 4 kwartety smyczkowe), pieśni, utwory fortepianowe oraz na wiolonczelę i fortepian.